# باتشلور
باتشلور هي بلدة تقع في الإقليم الشمالي لأستراليا. المدينة هي المقر الحالي وأكبر مدينة في منطقة حكومة كومالي شاير المحلية. تقع 98 كيلومترات (61 ميل) جنوب عاصمة الإقليم داروين. يتنقل عدد من السكان إلى داروين وضواحيها للعمل. في 2016 تعداد سجلت باتشيلور 507 نسمة 36٪ منهم من السكان الأصليين وسكان جزر مضيق توريس.